# YARV
YARV (Yet Another Ruby VM) — байткод-интерпретатор, разработанный для Ruby Коити Сасада. Целью проекта является значительное уменьшение времени выполнения программ на Ruby.
YARV стал основным интерпретатором в версии Ruby 1.9, так же, его называют KRI (Koichi’s Ruby Interpreter), по аналогии с MRI (Matz’s Ruby Interpreter).
Результаты бенчмарков сайта rubychan.de показали что скорость работы сильно возросла Бенчмарки Antonio Cangiano показали, что скорость возросла в среднем в четыре раза. Оба бенчмарка состояли, в основном, из синтетических тестов.
Ruby on Rails работает с YARV быстрее примерно на 15 % чем с Ruby 1.8.6. Однако, время запуска и работа с ActiveRecord всё ещё медленны.

## История
Первого января 2007 года, ветвь разработки YARV произвела слияние с основной веткой разработки Ruby на Subversion репозитории.
Создатель Ruby Юкихиро Мацумото полностью встроил YARV в Ruby версии 1.9.0, релиз которой произошёл 26 декабря 2007 года. С того времени YARV стал официальным интерпретатором Ruby, заменив старый, разработанный Мацумото.